# بخش آلمانی (شهرستان فولتون، اوهایو)
بخش آلمانی (به انگلیسی: German Township) یک منطقهٔ مسکونی در ایالات متحده آمریکا است که در شهرستان فولتن، اوهایو واقع شده‌است.
 بخش آلمانی ۱۳۱٫۶ کیلومتر مربع مساحت و ۶٬۴۴۳ نفر جمعیت دارد و ۲۲۲ متر بالاتر از سطح دریا واقع شده‌است.